# FSV 07 Lauscha
FSV 07 Lauscha is een Duitsesportclub uit Lauscha, Thüringen.

## Geschiedenis
De club werd in 1907 opgericht als 1. FC Lauscha. De club was aangesloten bij de Midden-Duitse voetbalbond en speelde vanaf 1920 in de tweede klasse van de Kreisliga Thüringen. De club werd groepswinnaar en promoveerde naar de Kreisliga. Na een plaats in de middenmoot werd de club in 1923 laatste in zijn groep. Na dit seizoen werd de Kreisliga ontbonden en werd de vooroorlogse Zuid-Thüringse competitie heringevoerd als hoogste klasse. 
Na een tweede plaats achter SC 06 Oberlind in 1924 werd de club kampioen in 1924/25 en plaatste zich zo voor de Midden-Duitse eindronde. De club verloor met 5:0 van 1. Jenaer SV 03. De volgende jaren eindigde de club meestal in de subtop. In 1933 werd de competitie geherstructureerd. De Midden-Duitse bond werd ontbonden en de vele competities werden vervangen door de Gauliga Mitte en Gauliga Sachsen. Uit Zuid-Thüringen kwalificeerde enkel de kampioen zich voor de Gauliga Mitte en voor de Bezirksklasse Thüringen, die de nieuwe tweede klasse werd, kwalificeerden zich slechts twee teams. Door de overheveling van de clubs uit de regio Coburg naar de Sportgau Bayern werd de club, ondanks een zevende plaats ingedeeld in de Bezirksklasse. De club kreeg zelfs de voorkeur op 1. SC Sonneberg 04, dat vijfde geëindigd was.
In de Bezirksklasse werd de club meteen kampioen, maar werd gediskwalificeerd in de promotie-eindronde. Een jaar later werden ze opnieuw kampioen en deze keer kon de club wel promotie naar de Gauliga afdwingen. Na een vierde plaats eindigde de club de volgende jaren in de middenmoot. In 1939 werd de club, na een achtste plaats op tien clubs, uit de Gauliga gezet wegens economische redenen. De werkelijke reden was dat Lauscha en ook SV 08 Steinach geografisch minder gunstig gelegen waren en om verdere verplaatsingen tijdens de Tweede Wereldoorlog te vermijden werden de clubs teruggezet naar de Bezirksklasse. De club speelde hier nog tot 1942 en trok zich dan vrijwillig terug uit de competitie. 
Na de oorlog werden alle Duitse voetbalclubs ontbonden. In Oost-Duitsland mochten de clubs niet meer onder de oude naam heropgericht worden. SG Lauscha werd opgericht en in 1950 werd de club kampioen van de Landesklasse. In de titelfinale om de Thüringse titel verloor de club van KWU Weimar, wat voor Weimar de promotie naar de DDR-Oberliga opleverde terwijl Lauscha werd ingedeeld in de nieuwe DDR-Liga, de tweede klasse. Zoals de meeste clubs werd ook Lauscha een BSG onder de naam BSG Chemie Lauscha. De club speelde vijf seizoenen in de tweede klasse en werd dan slachtoffer van een competitiehervorming en moest toen in de derde klasse gaan spelen, de II. DDR-Liga. Hier speelde de club tot 1963 toen deze competitie opgeheven werd. Hierna speelde de club op regionaal niveau. Na de Duitse hereniging werd de naam gewijzigd in FSV 07 Lauscha. 
In 2010 vormde de club een "Spielgemeinschaft" met WSV Neuhaus 1907 uit Neuhaus am Rennweg. Sindsdien komt het in de competitie uit onder de naam SG Lauscha/Neuhaus. De samenwerking bewees zijn sportieve nut aangezien de clun in het seizoen 2010/11 zowel de Kreispokal als het kampioenschap in de Kreisliga Sonneberg veroverde en daardoor promoveerde naar de Regionalklasse (VIII). Sinds de hervorming van de competitie-opbouw in Thüringen speelde de SG in de Kreisoberliga Südthüringen. In 2017 volgde echter degradatie naar de Kreisliga Südthüringen.

## Erelijst
Kampioen Zuid-Thüringen
1925